# 陶哲轩
陶哲轩（英語：Terence Tao，1975年7月17日—），澳籍華人数学家，童年时期即天资过人 ，24歲成為加州大学洛杉矶分校數學系終身教授，31歲獲菲爾茲獎。
目前主要研究调和分析、偏微分方程、组合数学、解析数论和表示论。目前他与妻子劳拉（Laura）和儿子威廉（William）住在美国加利福尼亚州洛杉矶。

## 生平

### 家庭
父親陶象國（Billy Tao）是兒科醫生，生於中国上海，1969年在香港大學获得內外全科醫學士学位。 母親梁蕙蘭（Grace Leung）出生于香港，1971年以一級榮譽畢業於香港大學天體物理學及數學系，曾短暫地在香港當中學數學老師。兩人在香港大學結識，1972年舉家移民澳洲，是第一代澳洲香港移民。
陶哲轩為家中長子，有两个弟弟，陶哲淵、陶哲仁，都曾代表国家参加国际数学奥林匹克竞赛。韓裔妻子劳拉·陶（Laura Tao）在美国宇航局喷气推进实验室任电气工程师。目前一家人居住在加利福尼亚州洛杉矶。

### 幼年
陶哲轩在幼年時期便展现出数学天分。陶哲轩在7岁进入高中就讀，9岁进入澳大利亚弗林德斯大学，10岁、11岁、12岁参加国际数学奥林匹亞竞赛，分获铜牌、银牌、金牌，分別是金銀銅牌最年輕得主的記錄保持者。陶哲軒除了使用英語外，還會說粵語，但不会写中文字。

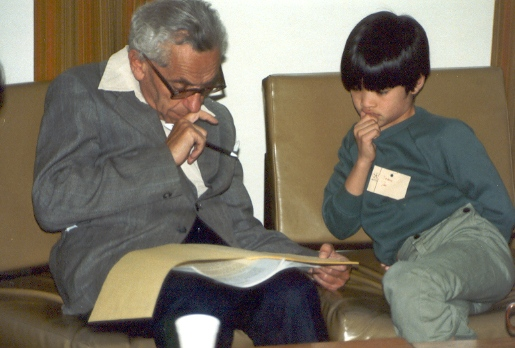
10岁的陶哲轩和埃尔德什·帕尔。

### 职业生涯
14岁时，陶哲轩参加了名为科学研究项目的高中生暑期项目。1991年，16岁的陶哲轩获得了弗林德斯大学学士和硕士学位，导师是加斯·高德里（Garth Gaudry）。1992年，陶哲轩获得了富布赖特项目的奖学金，赴美国普林斯顿大学从事数学研究。从1992年到1996年，他在普林斯顿大学攻读博士，导师是埃利亚斯·施泰因，并在21岁时获得博士学位。1996年，陶哲轩加入加州大学洛杉矶分校任教。1999年，24岁的陶哲轩晋升为加州大学洛杉矶分校正教授，至今仍是该校有史以来最年轻的正教授。
陶哲轩以其合作精神闻名；到2006年，他在研究中已与30多人合作， 到2015年10月，合作作者达到了68人。
陶哲轩与英国数学家本·J·格林的合作尤为著名；他们共同证明了格林-陶定理，该定理在数学家中享有盛誉。该定理指出，存在任意长的素数等差数列。纽约时报这样描述这一成就：
 2004 年，陶哲轩博士与剑桥大学的数学家本·格林一起，通过研究素数级数--即间隔相等的数列--解决了一个与孪生素数猜想有关的问题。(例如，3、7 和 11 构成了间距为 4 的质数级数；但级数中的下一个数字 15 不是质数）。陶博士和格林博士证明，总能在整数的某处，找到一个间隔相等、长度任意的素数级数。
陶哲轩的许多其他成果也得到了主流科学媒体的关注，包括：
- 他为纳维-斯托克斯存在性与光滑性这一千禧年大奖难题的建立了有限“爆破时间”。[18]
- 他在2015 年利用解析数论中的熵估计解决了保罗·埃尔德什的埃尔德什差异问题（英语：Erdős discrepancy problem），[19]解决了困扰学术界80多年的问题。[20]
- 他于2019年在考拉兹猜想上取得进展，他证明了几乎所有考拉兹轨道都在起点的任意发散函数之下。[21]

陶哲轩还解决了许多猜想或在这些猜想上取得了进展。2018 年，陶哲轩与布拉德·罗杰斯一起证明了德布鲁因-纽曼常数为非负数。考虑到黎曼猜想等价于德布鲁因-纽曼常数为非正数，陶和罗杰斯的结论说明了黎曼猜想等价于德布鲁因-纽曼常数为0。
2020 年，陶哲轩证明了森多夫猜想，该猜想涉及在具有足够高阶的多项式的情况下，复多项式的根和临界点的位置。

## 研究成果
2013年，在张益唐发表“证明存在无穷多个差值小于7000万的质数对”之后，陶哲轩组织一项协作计划。陶哲轩宣称独立地发展出了与梅纳德类似的方法。截至2016年10月6日，素数对之差被缩小为 ≤ 246，即将7000万推进到246。

## 奖项
他在2000年获得塞勒姆奖，2002年获得博谢纪念奖，2003年获得克雷研究奖，以表扬他对分析学的贡献，当中包括掛谷猜想（Kakeya conjecture）和wave map。
2005年，与艾伦·克努森共同获得利瓦伊·L·科南特奖。2006年8月22日，他在西班牙马德里的国际数学家大会獲得菲尔兹奖，并于同月23日在国际数学家大会做了一小时报告。同年获SASTRA拉马努金奖。2012年获克拉福德奖。2014年榮獲數學突破獎，得到獎金300萬美元。